# Ratnagiri

Stadens och distriktets läge i Maharashtra.

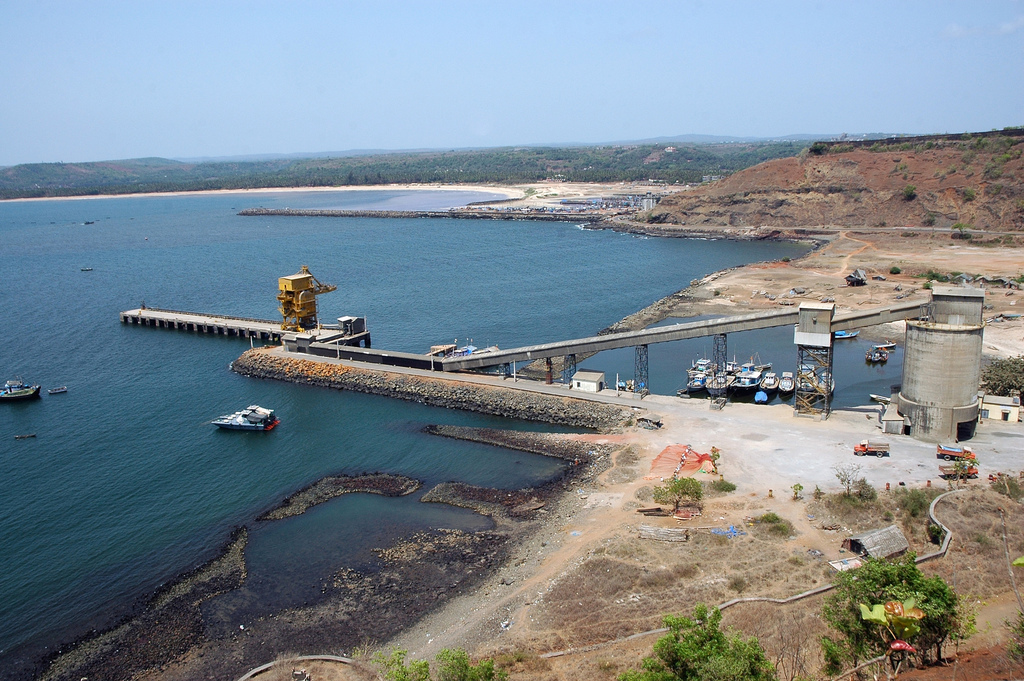
Hamn vid Ratnagiri.

Ratnagiri är en stad i västra Indien, och är belägen vid kusten mot Arabiska havet, i delstaten Maharashtra. Den är administrativ huvudort för distriktet Ratnagiri och hade 76 229 invånare vid folkräkningen 2011.